# WWW (Kim Dzsedzsung-album)
A WWW (Who When Why) Kim Dzsedzsung dél-koreai énekes első stúdióalbuma, melyet 2013. október 29-én adott ki a C-JeS Entertainment. Az album Just Another Girl című dala 32 országban került fel az iTunes Store slágerlistájára, tíz országban az első helyre.

## Háttere
Az album címét Kim maga választotta, a Who, When, Why („Ki, mikor, miért?”) azok a kérdések, amelyeket egy kapcsolat végén tesznek fel az emberek.

## Fogadtatása
A Just Another Girl című dal 32 országban került fel az iTunes Store rock slágerlistájára, tíz országban (Tajvan, Japán, Thaiföld, Malajzia, Fülöp-szigetek, Szingapúr, Hongkong, Barbados és Litvánia) az első helyre. Ezen kívül a dal 8. helyen volt Finnországban, 9. Izraelben és 11. Mexikóban.

## Számlista
| #   | Cím                                                                  | Dalszöveg                                       | Zene                            | Hossz |
| --- | -------------------------------------------------------------------- | ----------------------------------------------- | ------------------------------- | ----- |
| 1.  | 빛 (Light) (Pit)                                                     | Kim Dzsedzsung                                  | Kim Dzsedzsung                  |       |
| 2.  | Don't Walk Away (Feat. Jong Dzsunhjong, Beast)                       | Kim Dzsedzsung                                  | TEXU                            |       |
| 3.  | Just Another Girl                                                    | Kim Dzsedzsung, D.Brown, Szong Hjon, Pek Muhjon | D.Brown, Szong Hjon, Pek Muhjon |       |
| 4.  | Butterfly                                                            | Kim Dzsedzsung                                  | Hi Dzsangnim, 2JAJA             |       |
| 5.  | Rotten Love                                                          | Kim Dzsedzsung                                  | Kim Dzsedzsung, Kvon Bingi      |       |
| 6.  | 햇살 좋은 날 (Sunny Day) (ft. I Szanggon, Noel) (Hesszal csohun nal) | Szong Hjon, Pek Muhjon                          | Szong Hjon, Pek Muhjon          |       |
| 7.  | Let the Rhythm Flow                                                  | Kim Dzsedzsung                                  | TEXU                            |       |
| 8.  | 그랬지 (It is) (Kurettcsi)                                           | Kim Dzsedzsung                                  | Kim Dzsedzsung                  |       |
| 9.  | Now Is Good                                                          | Jun Dohjon                                      | Jun Dohjon                      |       |
| 10. | 9+1#                                                                 | Kim Dzsedzsung                                  | Kim Dzsedzsung                  |       |
| 11. | Luvholic (feat. Ha Donggjon)                                         | The Van (C-LUV)                                 | The Van (C-LUV), 251, HIGH J    |       |
| 12. | Modern Beat                                                          | Kim Dzsedzsung, Takuro                          | Takuro                          |       |
| 13. | Paradise                                                             | Kim Dzsedzsung                                  | Kim Dzsedzsung, Pak Il          |       |